# Ahmed Salah Hosny
Ahmed Salah Mohammed Hosny Hassan (11 de julho de 1979) é um ex-futebolista profissional egípcio que atuava como atacante.

## Carreira
Ahmed Salah Hosny se profissionalizou no Al-Ahly.

## Seleção
Ahmed Salah Hosny integrou a Seleção Egípcia de Futebol na Copa das Nações Africanas, de 2000 e 2002.